# Поликастано
Поликастано или Клепиш (на гръцки: Πολυκάστανο, катаревуса Πολυκάστανον, Поликастанон, до 1927 Κλεπίστι или Κλεπίστιον) е село в югозападната част на Егейска Македония, Гърция, дем Горуша (Войо), област Западна Македония.

## География
Селото е разположено на 1050 m надморска височина, в източното подножие на планината Горуша (Войо).

## История

### В Османската империя
Гробищната църква „Света Параскева“ е от 1795 година. В края на XIX век Клепиш е село в Населишка каза на Османската империя. Според статистиката на Васил Кънчов („Македония. Етнография и статистика“) в 1900 Клепишъ (Клепеше) има 250 жители гърци християни.
На Етнографската карта на Битолския вилает на Картографския институт в София от 1901 година Клепища е чисто гръцко село в казата Населица на Серфидженския санджак с 68 къщи.
В началото на XX век християнската част от селото е под върховенството на Цариградската патриаршия. По данни на секретаря на Българската екзархия Димитър Мишев в Клепища (Klepichta) има 340 гърци патриаршисти.

### В Гърция
През Балканската война в 1912 година в селото влизат гръцки части и след Междусъюзническата в 1913 година Клепиш остава в Гърция. В 1927 година името на селото е сменено на Поликастанон.
В селото има параклис, посветен на Свети Николай.
Населението традиционно произвежда кестени, орехи, картофи и други земеделски продукти, като се занимава и със скотовъдство.
| Година    | 1913 | 1920 | 1928 | 1940 | 1951 | 1961 | 1971 | 1981 | 1991 | 2001 | 2011 | 2021 |
| --------- | ---- | ---- | ---- | ---- | ---- | ---- | ---- | ---- | ---- | ---- | ---- | ---- |
| Население | 476  | 431  | 477  | 530  | 464  | 377  | 252  | 237  | 197  | 174  | 120  | 64   |